# 앙골라 올림픽 위원회
앙골라 올림픽 위원회(포르투갈어: Comité Olímpico Angolano)는 앙골라를 대표하는 국가 올림픽 위원회이다. IOC 코드는 ANG이다. 본부는 루안다에 있으며 아프리카 국가 올림픽 위원회 연합에 소속되어 있다.
1979년에 설립되었으며 1980년에 국제 올림픽 위원회의 승인을 받았다. 올림픽, 올아프리카 게임, 루소포니아 경기 대회를 비롯한 국제 스포츠 대회에 참가하는 앙골라의 선수들을 대표한다.

## 같이 보기
- 올림픽 앙골라 선수단